# پر هولمچ
پر هولمچ (به انگلیسی: Per Holmertz) (زادهٔ ۳ فوریهٔ ۱۹۶۰) شناگر اهل سوئد است.